# Trận Raszyn (1809)
| Chiến tranh Liên minh thứ Năm: Chiến tranh Ba Lan-Áo |                                                               |
| [Bản đồ tương tác toàn màn hình]                     |                                                               |
| Màu đen biểu thị trận chiến hiện tại.                |                                                               |
|                                                      | Biểu đồ hiện đang tạm thời không khả dụng do vấn đề kĩ thuật. |

Trận Raszyn (tiếng Ba Lan: Bitwa pod Raszynem) diễn ra vào ngày 19 tháng 4 năm 1809 giữa quân đội của Đế quốc Áo dưới sự chỉ huy của Đại công tước Ferdinand Karl Joseph của Áo-Este và quân đội Công quốc Warszawa được chỉ huy bởi Józef Antoni Poniatowski, như một phần của Chiến tranh Liên minh thứ Năm trong Chiến tranh Napoléon. Trận chiến không mang tính quyết định nhưng nó đã giúp quân Áo đạt được mục tiêu bằng cách chiếm được thủ đô Warsaw của Ba Lan.